# Buahan (Tabanan)
Buahan is een bestuurslaag in het regentschap Tabanan van de provincie Bali, Indonesië. Buahan telt 2378 inwoners (volkstelling 2010).